# シャルパンティエ (小惑星)
シャルパンティエ (9445 Charpentier) は、小惑星帯にある小惑星である。パオロ・G・コンバ (P. G. Comba) がアリゾナ州のプレスコットで発見した。
フランス盛期バロック音楽を代表する作曲家、マルク＝アントワーヌ・シャルパンティエに因んで命名された。